# 川崎村 (新潟県古志郡)
川崎村（かわさきむら）は、かつて新潟県古志郡にあった村。

## 沿革
- 1889年（明治22年）4月1日 - 町村制施行に伴い古志郡川崎村が村制施行し、川崎村が発足。
- 1901年（明治34年）11月1日 - 古志郡四郎丸村と合併し、四郎丸村を新設して消滅。